# Regula mâinii drepte

Prezicerea direcției inducției (B), având în vedere că intensitatea curentului (I) străbate firul pe direcția degetului mare.

Regula mâinii drepte reprezintă, în matematică și fizică, o metodă care ajută la aflarea orientării spațiale a 3 vectori. Sunt mai multe metode de a determina acești vectori.
Cele mai multe dintre diferitele reguli ale mâinii stângii și mâinii drepte provin din faptul că cele trei axe ale spațiului 3-dimensional au două orientări posibile. Acest lucru poate fi văzut ținându-vă mâinile împreună, cu palma în sus, cu degetele îndoite. În cazul în care curbarea degetelor reprezintă o mișcare de la prima axă, sau axa X, la a doua axă, sau axa Y, atunci a treia axă, sau axa Z, poate merge, fie de-a lungul degetului mare stâng sau degetului mare drept. Reguli ale mâinii stângi și mâinii drepte apar atunci când avem de-a face cu axe de coordonate, rotație, spirale, câmpuri electromagnetice, imagini în oglindă și enantiomeri în matematică și chimie.

## Coordonate

Stânga: coordonatele sistemului pe stânga. Dreapta: coordonatele sistemului pe dreapta.

Coordonatele sunt de obicei pe dreapta.
| Axă sau vector | Trei degete               | Degetele îndoite        |
| -------------- | ------------------------- | ----------------------- |
| X, 1, sau A    | Degetul mare (policele)   | Degetul mare (policele) |
| Y, 2, sau B    | Arătătorul (index)        | Degetele extinse        |
| Z, 3, sau C    | Al treilea deget (median) | Degetele îndoite la 90° |

Regula mâinii drepte (mâna dreaptă), pe degete.

Coordonatele pe dreapta: degetul mare merge de-a lungul axei X într-o direcție pozitivă pe X și celelalte degete indică o direcție perpendiculară pe prima axă, înspre a doua axă, sau axa Y. Atunci când este privit din partea superioară sistemul este în sens antiorar acelor de ceasornic.
Coordonatele pe stânga: degetul mare merge de-a lungul axei X într-o direcție pozitivă pe X și celelalte degete indică o direcție perpendiculară pe prima axă, înspre a doua axă, sau axa Y. Atunci când este privit din partea superioară sistemul este în sens orar.